# Elżbieta Pyza
Elżbieta Małgorzata Pyza – biolożka, profesor nauk biologicznych, nauczycielka akademicka Instytutu Zoologii i Badań Biomedycznych Uniwersytetu Jagiellońskiego, w latach 2001–2024 kierowniczka Zakładu Biologii i Obrazowania Komórki UJ, członkini czynna Polskiej Akademii Umiejętności, dyrektorka Wydziału IV Przyrodniczego PAU, prezeska Polskiego Towarzystwa Przyrodników im. Kopernika, była prezydentka Polskiego Towarzystwa Badań Układu Nerwowego, popularyzatorka nauki.

## Życiorys
W 1981 ukończyła studia magisterskie z biologii na Uniwersytecie Jagiellońskim. W 1990 również na UJ uzyskała doktorat z nauk przyrodniczych, w zakresie biologii na podstawie pracy Udział serotoniny w regulacji rytmiki aktywności lokomotorycznej świerszcza domowego (Acheta domesticus L.), której promotorem był Janusz Wojtusiak. W 1998 na UJ uzyskała habilitację na podstawie pracy Rytmy biologiczne i strukturalna plastyczność w układzie wzrokowym Musca domestica i Drosophila melanogaster. W 2003 uzyskała tytuł profesora nauk biologicznych.
Wśród jej specjalizacji znalazły się biologia komórki, chronobiologia, etologia fizjologiczna owadów, neurobiologia owadów, zoologia. Zrealizowała siedemnaście projektów badawczych. Opublikowała jako współautorka blisko osiemdziesiąt oryginalnych prac badawczych. Na UJ prowadziła wykłady z biologii komórki, neuroetologii, ewolucji układu nerwowego i biologii rozwoju. Wypromowała szesnaścioro doktorów i doktorek. Została członkinią Komitetu Neurobiologii Polskiej Akademii Nauk. Była przewodniczącą Komisji Biologii Rozwoju Polskiej Akademii Umiejętności. Jest członkinią komitetu organizacyjnego Tygodnia Mózgu w Krakowie.